# Coppa Suruga Bank 2015
La Coppa Suruga Bank 2015 ha opposto i vincitori della J. League Cup a quelli della Coppa Sudamericana.
Si è trattata dell'8ª edizione della manifestazione.

## Finale
| Arbitro: | Tan Hai |

|  |           |                                     |
|  | Marcatori | 8’ Sánchez 31’ Mercado 61’ Martínez |